# Helplessness Blues
Helplessness Blues är det amerikanska bandet Fleet Foxes andra studioalbum, utgivet 2011.

## Låtlista
1. "Montezuma" – 3:37
2. "Bedouin Dress" – 4:30
3. "Sim Sala Bim" – 3:14
4. "Battery Kinzie" – 2:49
5. "The Plains/Bitter Dancer" – 5:54
6. "Helplessness Blues" – 5:03
7. "The Cascades" – 2:08
8. "Lorelai" – 4:25
9. "Someone You'd Admire" – 2:29
10. "The Shrine/An Argument" – 8:07
11. "Blue-Spotted Tail" – 3:05
12. "Grown Ocean" – 4:36